# Vem vill bli miljonär?
Vem vill bli miljonär? var den svenska versionen av TV-programmet Who Wants to Be a Millionaire? som startades i Storbritannien 1998 och som exporterats till ett hundratal länder, däribland Sverige. Formatet ägdes och utvecklades av det brittiska företaget Celador.
Den svenska versionen sändes i TV4 mellan 21 januari 2000 – 13 juni 2003. Högsta vinsten var i början 10 miljoner kronor, men sänktes senare till 3 miljoner.
Under första året sågs programmet inledningsvis av rekordmånga tittare, med toppnoteringar på närmare 3 miljoner. Efter programstarten försökte Lotteriinspektionen stoppa programmet, eftersom man ansåg att tävlingen var ett lotteri. Länsrätten i Södermanland slog dock fast motsatsen – och programmet fortsatte att sändas med publik framgång.

## Programidé
Uppläggning, tävlingsregler och studiodekor är i stort sett identiska i samtliga länder. Enskilda tävlande får svara på frågor med flervalsalternativ. Om 15 frågor besvaras rätt, har den tävlande i Sverige vunnit den högsta möjliga vinstsumman. De första säsongerna var den högsta vinsten tio miljoner, men ändrades sedan till tre miljoner. Ingen i Sverige lyckades svara rätt på samtliga frågor och därmed vinna högsta vinsten, men tre spelare lyckades att vinna 2 500 000 kronor.
En tävlande som är tveksam kan använda sig av tre "livlinor" för att få hjälp med svaret: "50/50" (två av de fyra svarsalternativen tas bort), "fråga publiken" (publiken får svara med hjälp av mentometerknappar) och "ring en vän" (deltagaren får ringa ett samtal som varar i högst 30 sekunder). Kan den tävlande inte svaret, finns alltid möjlighet att avstå från att svara och i stället nöja sig med de redan vunna pengarna. Endast om den tävlande svarar fel, förlorar han/hon vunna pengar eller trillar ner till den så kallade säkerhetsnivån deltagaren eventuellt uppnått.
Sedan augusti 2005 sänder TV4 programmet, med samma uppläggning, Postkodmiljonären, som också innehåller en dragning från Svenska Postkodlotteriet. I Postkodmiljonären sänktes den maximala vinstsumman till 1 miljon kronor.

## Övrigt
I Sverige har ett DVD-spel, datorspel, en spelbok samt ett antal sällskapsspel kommit ut med titeln Vem vill bli miljonär?.